# Епархия Хелены
Епархия Хелены (лат. Dioecesis Helenensis) — епархия Римско-Католической церкви в городе Хелена, штат Монтана, США. Епархия Хелены входит в митрополию Портленда. Кафедральным собором епархии Хелены является Собор святой Елены.

## История
5 марта 1883 года Святой Престол учредил апостольский викариат Монтаны, выделив его из апостольского викариата Айдахо и Монтаны (сегодня — Епархия Бойсе) и апостольского викариата Небраски (сегодня — Архиепархия Омахи). 11 марта 1883 года апостольский викариат Монтаны вступил в митрополию Сент-Луиса.
17 марта 1884 года Римский папа Лев XIII издал бреве Personam beatissimi, которым преобразовал апостольский викариат Монтаны в епархию Хелены.
18 мая 1904 года епархия Хелены передала часть своей территории новой епархия Грей-Фолса (сегодня — Епархия Грейт-Фолс-Биллингса).

## Ординарии епархии
- епископ Жан-Батист Брондель[англ.] (17.04.1883 — 03.11.1903)
- епископ Джон Патрик Кэрролл[англ.] (12.09.1904 — 04.11.1925)
- епископ Джордж Джозеф Финниган[англ.], CSC[англ.] (27.05.1927 — 14.08.1932)
- епископ Ральф Лео Хейс[англ.] (23.06.1933 — 26.10.1935) — назначен ректором Папского Североамериканского колледжа, позднее епископом Давенпорта
- епископ Джозеф Майкл Гилмор[англ.] (09.12.1935 — 02.04.1962)
- епископ Рэймонд Герхардт Хунтхаузен[англ.] (08.07.1962 — 25.02.1975) — назначен архиепископом Сиэтла
- епископ Элден Фрэнсис Кёртисс[англ.] (04.03.1976 — 04.05.1993) — назначен архиепископом Омахи
- епископ Александр Джозеф Брунетт[англ.] (19.04.1994 — 28.10.1997) — назначен архиепископом Сиэтла
- епископ Роберт Чарльз Морлино[англ.] (06.07.1999 — 23.05.2003) — назначен Епископом Мадисона
- епископ Джордж Лео Томас[англ.] (23.03.2004 — 28.02.2018) — назначен епископом Лас-Вегаса
- епископ Остин Энтони Веттер[англ.] (с 08.10.2019)

## Источник
- Annuario Pontificio, Libreria Editrice Vaticana, Città del Vaticano, 2003, ISBN 88-209-7422-3
- Бреве Personam beatissimi, Leonis XIII Pontificis Maximi Acta, Romae 1885, Vol. IV, pp. 29-31